# La ragione per cui...
La ragione per cui (titolo originale The Reason Why) è un romanzo del 1912 scritto da Elinor Glyn.

## Trama
Il ricco finanziere Francesco Markrute combina il matrimonio tra la nipote Zara e Tristano, aristocratico spiantato ma estremamente orgoglioso. Il matrimonio si rivela subito infelice, perché i due sposi equivocano ognuno le ragioni che hanno condotto l'altro ad accettare le nozze, né hanno il buonsenso di chiarire i propri dubbi. Zara disprezza il marito, convinta che l'abbia sposata per denaro e Tristano crede che la moglie abbia un amante. Alla fine, scoprirà - dopo lunghe incomprensioni - che il supposto amante era stato, in effetti, l'uomo con cui era fuggita anni prima da casa la madre di Zara e che Zara continuava a frequentare solo a causa del fratellino malaticcio, figlio della colpa, per cui impresentabile in società.

## Versioni cinematografiche
- The Reason Why, regia di Robert G. Vignola, interpretato da Clara Kimball Young (1918)

## Edizioni
- Eleonora Glyn, La ragione per cui..., Adriano Salani, 1927,  p. 372.